# Lliga Catalana de Bàsquet
La Lliga Catalana de Bàsquet è un torneo di pallacanestro spagnolo organizzato a partie dal 1980 dalla Federació Catalana de Basquetbol.

## Storia
Creata nella stagione 1980-1981, la Lliga Catalana mette le migliori squadre di basket a sfidarsi in un torneo a eliminazione diretta in partita unica che si tiene ogni anno all'inizio della stagione.
La Liga Catalana è stata storicamente dominata dai due maggiori club di basket catalani, Barcellona e la Joventut Badalona. insieme, hanno vinto 35 edizioni disputate. Il loro oligopolio non si è interrotto fino alla metà degli anni '90, quando Manresa, Girona e Lleida hanno iniziato ad aggiungersi alla lista dei vincitori.

## Albo d'oro
| Stagione | Vincitore         | Finale  | Secondo Posto     | MVP della finale          | Allenatore campione  |
| 1980     | Barcellona        | 90–73   | Círcol Catòlic    |                           | Antoni Serra         |
| 1981     | Barcellona        | 92–87   | Joventut Badalona |                           | Antoni Serra         |
| 1982     | Barcellona        | 122–86  | Joventut Badalona | Josep María Margall       | Antoni Serra         |
| 1983     | Barcellona        | 86–85   | Granollers        |                           | Antoni Serra         |
| 1984     | Barcellona        | 102–100 | Joventut Badalona | Juan Antonio San Epifanio | Antoni Serra         |
| 1985     | Barcellona        | 91–90   | Joventut Badalona | Andrés Jiménez            | Aíto García Reneses  |
| 1986     | Joventut Badalona | 98–97   | Barcellona        |                           | Alfred Julbe         |
| 1987     | Joventut Badalona | 90–82   | Barcellona        |                           | Alfred Julbe         |
| 1988     | Joventut Badalona | 78–74   | Barcellona        |                           | Alfred Julbe         |
| 1989     | Barcellona        | 99–88   | Granollers EB     |                           | Aíto García Reneses  |
| 1990     | Joventut Badalona | 92–70   | Barcellona        |                           | Lolo Sainz           |
| 1991     | Joventut Badalona | 87–73   | Barcellona        | Corny Thompson            | Lolo Sainz           |
| 1992     | Joventut Badalona | 89–79   | Barcellona        | Pep Pujolrás              | Lolo Sainz           |
| 1993     | Barcellona        | 95–89   | Joventut Badalona | Juan Antonio San Epifanio | Aíto García Reneses  |
| 1994     | Joventut Badalona | 88–72   | Barcellona        | Jordi Villacampa          | Pedro Martínez       |
| 1995     | Barcellona        | 92–89   | Joventut Badalona | Artūras Karnišovas        | Aíto García Reneses  |
| 1996     | Girona            | 62–61   | Manresa           | Chris Corchiani           | Trifón Poch          |
| 1997     | Manresa           | 77–76   | Joventut Badalona | Derrick Alston            | Luis Casimiro        |
| 1998     | Joventut Badalona | 86–71   | Manresa           | Iván Corrales             | Alfred Julbe         |
| 1999     | Manresa           | 81–65   | Joventut Badalona | Paco Vázquez              | Manel Comas          |
| 2000     | Barcellona        | 76–67   | Manresa           | Juan Carlos Navarro       | Aíto García Reneses  |
| 2001     | Barcellona        | 95–73   | Joventut Badalona |                           | Aíto García Reneses  |
| 2002     | Lleida            | 80–70   | Barcellona        | Roger Grimau              | Edu Torres           |
| 2003     | Lleida            | 68–65   | Barcellona        | Roger Esteller            | Edu Torres           |
| 2004     | Barcellona        | 83–63   | Lleida            | Roberto Dueñas            | Joan Montes          |
| 2005     | Joventut Badalona | 79–78   | Barcellona        | Álex Mumbrú               | Aíto García Reneses  |
| 2006     | Girona            | 73–51   | Barcellona        | Arriel McDonald           | Svetislav Pešić      |
| 2007     | Joventut Badalona | 84–66   | Girona            | Rudy Fernández            | Aíto García Reneses  |
| 2008     | Joventut Badalona | 95–83   | Barcellona        | Demond Mallet             | Sito Alonso          |
| 2009     | Barcellona        | 62–38   | Joventut Badalona | Ricky Rubio               | Xavi Pascual         |
| 2010     | Barcellona        | 95–79   | Joventut Badalona | Terence Morris            | Xavi Pascual         |
| 2011     | Barcellona        | 94–54   | Joventut Badalona |                           | Xavi Pascual         |
| 2012     | Barcellona        | 76–69   | Joventut Badalona |                           | Xavi Pascual         |
| 2013     | Barcellona        | 85–73   | Joventut Badalona | Álex Abrines              | Xavi Pascual         |
| 2014     | Barcellona        | 104–93  | Andorra           | Ante Tomić                | Xavi Pascual         |
| 2015     | Barcellona        | 68–65   | Andorra           | Pau Ribas                 | Xavi Pascual         |
| 2016     | ' Barcellona      | 77–63   | Manresa           | Justin Doellman           | Giōrgos Mpartzōkas   |
| 2017     | Barcellona        | 89–70   | Andorra           | Ante Tomić                | Svetislav Pešić      |
| 2018     | Andorra           | 94–76   | Barcellona        | Michele Vitali            | Ibon Navarro         |
| 2019     | Barcellona        | 93–92   | Andorra           | Nikola Mirotić            | Svetislav Pešić      |
| 2020     | Andorra           | 85–84   | Barcellona        | Nikola Mirotić            | Ibon Navarro         |
| 2021     | Manresa           | 81–70   | Barcellona        | Ismaël Bako               | Pedro Martínez       |
| 2022     | Barcellona        | 92–82   | Joventut Badalona | Nicolás Laprovíttola      | Šarūnas Jasikevičius |
| 2023     | Barcellona        | 81–79   | Manresa           | Nicolás Laprovíttola      | Roger Grimau         |
| 2024     | Barcellona        | 98–81   | Manresa           | Guillermo Hernangómez     | Joan Peñarroya       |

## Vittorie per club
| Squadra           | Vittorie | Anni |
| ----------------- | -------- | --- |
| Barcellona        | 25       | 1980, 1981, 1982, 1983, 1984, 1985, 1989, 1993, 1995, 2000, 2001, 2004, 2009, 2010, 2011, 2012, 2013, 2014, 2015, 2016, 2017, 2019, 2022, 2023, 2024 |
| Joventut Badalona | 11       | 1986, 1987, 1988, 1990, 1991, 1992, 1994, 1998, 2005, 2007, 2008                                                                                     |
| Manresa           | 3        | 1997, 1999, 2021 |
| Andorra           | 2        | 2018, 2020 |
| Girona            | 2        | 1996, 2006 |
| Lleida            | 2        | 2002, 2003 |